# Йошиюки Мацуяма
Йошиюки Мацуяма (на японски: 松山 吉之) е японски футболист.

## Национален отбор
Записал е и 10 мача за националния отбор на Япония.
| Япония | Япония | Япония |
| Година | Мачове | Голове |
| ------ | ------ | ------ |
| 1987   | 9      | 4      |
| 1988   | 0      | 0      |
| 1989   | 1      | 0      |
| Общо   | 10     | 4      |